# Comuna Foltești, Galați
Foltești este o comună în județul Galați, Moldova, România, formată din satele Foltești (reședința) și Stoicani. Se află în Câmpia Covurlui; lângă Prut și Chineja; și la o altitudine de 49 m deasupra nivelului mării. Are o suprafață de 69 km². Populația este de 3.262 locuitori, determinată în 1 decembrie 2021, prin recensământ, chestionar.

## Așezare
Comuna se află în marginea estică a județului, pe malul drept al Prutului, la granița cu raionul Cahul din Republica Moldova. Este străbătută de șoseaua națională DN26, care leagă Galațiul de Murgeni. La Foltești, din acest drum se ramifică șoseaua județeană DJ242, care duce spre nord-vest la Fârțănești, Târgu Bujor și Vârlezi (unde se termină în DN24D). Prin comună trece calea ferată Galați-Bârlad, pe care este deservită de stațiile Stoicani și Foltești. În 1931, satul Fântânele s-a separat pentru a forma o comună de sine stătătoare împreună cu satul Scânteiești.

### Suprafața administrativ-teritorială
Suprafața totală cuprinde 6900 ha teren,din care:
intravilan 521.8 ha
extravilan 6378,2 ha,din care:
arabil 4976,2 ha;
păduri 321 ha;
pășuni 670 ha;
luciu de apă 327 ha;
cai de comunicație 84 ha.

## Istorie
La sfârșitul secolului al XIX-lea, comuna făcea parte din plasa Prutul a județului Covurlui și era formată din satele Foltești, Fântânele și Stoicani, având în total 2110 locuitori. Funcționau în comună trei biserici și trei școli — în satul de reședință: una de băieți cu 42 de elevi, și una de fete cu 18 eleve; și în Fântânele una mixtă cu 24 de elevi. Anuarul Socec din 1925 o consemnează ca reședință a plășii Prutul de Jos, având aceeași alcătuire și o populație de 3188 de locuitori.
În 1950, comuna Foltești a fost transferată raionului Bujor din regiunea Galați, iar în 1960 a trecut la raionul Galați din aceeași regiune. În 1968, a fost arondată județului Galați.

## Monumente istorice
În comuna Foltești se află trei situri arheologice de interes național: așezarea din Epoca Bronzului timpuriu (2500–1800 î.e.n.) aparținând culturii Horodiștea-Foltești), o necropolă din perioada Halstatt (secolele al XI-lea–al X-lea î.e.n.) și situl arheologic de la Stoicani, din punctul „Cetățuia” — ansamblu alcătuit dintr-o necropolă din Epoca Bronzului (1800-800 î.e.n.) și o așezare neolitică. În plus față de acestea, o parte din valul lui Athanaric (perioada migrațiilor, secolele al II-lea–al IV-lea e.n.), sit arheologic mare care cuprinde puncte în diverse comune, este prezent în preajma satului Stoicani.

## Demografie
Componența etnică a comunei Foltești
     Români (89,88%)
     Romi (4,41%)
     Alte etnii (5,7%)
Componența confesională a comunei Foltești
     Ortodocși (93,78%)
     Alte religii (0,43%)
     Necunoscută (5,79%)
Conform recensământului efectuat în 2021, populația comunei Foltești se ridică la 3.262 de locuitori, în creștere față de recensământul anterior din 2011, când fuseseră înregistrați 3.057 de locuitori. Majoritatea locuitorilor sunt români (89,88%), cu o minoritate de romi (4,41%). Din punct de vedere confesional, majoritatea locuitorilor sunt ortodocși (93,78%), iar pentru 5,79% nu se cunoaște apartenența confesională.
Biserici și școli
- Biserica Ortodoxa cu hramul „Sfinții Voievozi Mihail si Gavriil”. Lãcașul actual datează din anul 1836, zidit pe temelia unei alte biserici, mai vechi. Ultima tarnosire a acesteia a avut loc in anul 1969. In starea actuala este renovata si infrumusetata din anul 2009, sub pastorirea preotului Oprisan Emil. Acesta a zidit din temelie si o casă de prăznuire, alăturată bisericii, in suprafață de 150 metri pătrați.

- Biserica Romano-Catolică "Sfânta Cruce" Foltești. Construcția bisericii, începută după 1989, a fost finalizată în anul 1998. Hramul bisericii este la data de 14 septembrie — „Înălțarea Sfintei Cruci”. Astăzi, comunitatea catolică din Foltești numără cca 17 familii (30 credincioși).
- Școala generală cu clasele I-VIII Foltești.

## Politică și administrație
Comuna Foltești este administrată de un primar și un consiliu local compus din 13 consilieri. Primarul, Laurențiu-Gigi Moraru[*], de la Partidul Social Democrat, este în funcție din octombrie 2020. Începând cu alegerile locale din 2024, consiliul local are următoarea componență pe partide politice:
|  | Partid                       | Consilieri | Componența Consiliului | Componența Consiliului | Componența Consiliului | Componența Consiliului | Componența Consiliului | Componența Consiliului | Componența Consiliului | Componența Consiliului | Componența Consiliului | Componența Consiliului |
|  | ---------------------------- | ---------- | ---------------------- | ---------------------- | ---------------------- | ---------------------- | ---------------------- | ---------------------- | ---------------------- | ---------------------- | ---------------------- | ---------------------- |
|  | Partidul Social Democrat     | 10         |                        |                        |                        |                        |                        |                        |                        |                        |                        |                        |
|  | Partidul Național Liberal    | 2          |                        |                        |                        |                        |                        |                        |                        |                        |                        |                        |
|  | Partida Romilor „Pro Europa” | 1          |                        |                        |                        |                        |                        |                        |                        |                        |                        |                        |

## Personalități locale
- Eugen Bădărău (1887 - 1975), fizician.